# Ulogastra
Ulogastra is een kevergeslacht uit de familie van de boktorren (Cerambycidae). De wetenschappelijke naam van het geslacht werd voor het eerst geldig gepubliceerd in 1884 door Lansberge.

## Soorten
Ulogastra is monotypisch en omvat slechts de volgende soort:
- Ulogastra colffsi Lansberge, 1884